# 1162
Évszázadok: 11. század – 12. század – 13. század
Évtizedek: 1110-es évek – 1120-as évek – 1130-as évek – 1140-es évek – 1150-es évek – 1160-as évek – 1170-es évek – 1180-as évek – 1190-es évek – 1200-as évek – 1210-es évek
Évek: 1157 – 1158 – 1159 – 1160 –  1161 – 1162 – 1163 – 1164 – 1165 – 1166 – 1167

## Események

### Határozott dátumú események
- február 18. – Megkoronázzák Amalrik jeruzsálemi királyt.[1]
- május 31. – II. Géza halála,[2] akit kiskorú fia és örököse III. István néven követ a magyar trónon.[3] (Gézát Fehérvárott helyezik nyugalomra, a Szűz Mária-prépostság templomában.)[4]
- június 3. – Becket Tamást Canterbury érsekévé szentelik fel.
- július 15. – III. István magyar király István és László hercegek serege elől Pozsony felé menekül, akik megszerzik az ország feletti uralmat, azonban a főurak nagy része István öccsét Lászlót támogatja, akit II. László néven királlyá koronáznak. A szertartást a kalocsai érsek végzi. Lukács esztergomi érsek III. Istvánt támogatja és a koronázás után kiátkozza II. Lászlót és támogatóit. Erre László elfogatja az érseket.
- augusztus 8. – Petronila aragóniai királynő lemond a trónról fia, II. Alfonz aragóniai király javára.

### Határozatlan dátumú események
- május 31. után – Géza halálával kiéleződik a trónviszály Magyarországon. I. Manuél bizánci császár a magyar király haláláról értesülve seregével Nišig nyomul előre követelve, hogy II. Géza öccsét, Istvánt koronázzák királlyá.[3]
- szeptember – Trónra lép III. Hugó burgundi herceg, II. Edó fia. (Hugó 1192-ig uralkodik.)[5]
- az év folyamán – Kao-cung kínai császár – a Nan (Déli)-Szung-dinasztia alapítója – lemond trónjáról.[6]

## Születések
- Abd-el-latif, arab orvos és utazó

## Halálozások
- február 10. – III. Balduin jeruzsálemi király[7]
- május 31. – II. Géza magyar király (* 1130)
- június 27. – II. Edó burgundi herceg (* 1110 körül)
- augusztus 6. – IV. Rajmund Berengár barcelonai gróf, aragóniai herceg, Katalónia és Aragónia egyesítője.